# واس ۲۳۴۷۳
سیارک ۲۳۴۷۳ (به انگلیسی: 23473 Voss، نامگذاری:1990TD12) بیست و سه هزار و چهارصد و هفتاد و سومین سیارک کشف شده‌است که در ۱۱ اکتبر ۱۹۹۰ کشف شد.
قدر مطلق سیارک برابر ۱۴٫۶۰ است.